# Diógenes Dacheux Stori
Diógenes Dacheux Stori (Curitiba, Paraná, Brasil, 14 de janeiro de 1917) foi um político brasileiro. Entrou na vida política em 1959. Nas eleições de 04 de outubro de 1959 foi eleito vereador pela 4ª Legislatura da Câmara Municipal de Curitiba - 1960 a 1963. Tomou posse para integrar o Poder Legislativo Municipal no dia 19 de dezembro de 1959, com mandato de 4 anos. Diógenes Stori incorporou a Comissão Executiva de 1960 da Câmera de Vereadores na qualidade de 2º Vice-Presidente durante os anos 1960 e 1961. Em 1962 e 1963, passou a integrar a Comissão Executiva na qualidade de 2º Secretário da Presidência. Além de político foi também um empresário e fundador da empresa Laboran Laboratório Médico de Análises Clínicas e Toxicológicas.